# Kōichirō Hirayama
Kōichirō Hirayama (jap. 平山紘一郎 Hirayama Kōichirō; ur. 9 września 1946 w prefekturze Kagoshima) – japoński zapaśnik walczący w stylu klasycznym.
W 1972 został srebrnym medalistą igrzysk olimpijskich w wadze muszej. W 1973 zajął 6. miejsce na mistrzostwach świata. W 1974 zdobył złoty medal igrzysk azjatyckich w tej samej wadze. W 1975 był 4. na mistrzostwach świata. W 1976 wywalczył brąz igrzysk olimpijskich w wadze muszej.
Mistrz Japonii w wadze papierowej z 1968 i w wadze muszej z lat 1971 i 1973-1976.